# Municipio de Penn (condado de Jefferson)
El municipio de Penn (en inglés: Penn Township) es un municipio ubicado en el condado de Jefferson en el estado estadounidense de Iowa. En el año 2010 tenía una población de 400 habitantes y una densidad poblacional de 4,23 personas por km².

## Geografía
El municipio de Penn se encuentra ubicado en las coordenadas 41°7′6″N 91°53′17″O / 41.11833, -91.88806. Según la Oficina del Censo de los Estados Unidos, el municipio tiene una superficie total de 94.52 km², de la cual 94,28 km² corresponden a tierra firme y (0,25 %) 0,24 km² es agua.

## Demografía
Según el censo de 2010, había 400 personas residiendo en el municipio de Penn. La densidad de población era de 4,23 hab./km². De los 400 habitantes, el municipio de Penn estaba compuesto por el 98,5 % blancos, el 0,75 % eran amerindios, el 0,5 % eran asiáticos y el 0,25 % eran de una mezcla de razas. Del total de la población el 0,25 % eran hispanos o latinos de cualquier raza.